# Stade Bollaert-Delelis
Stade Bollaert-Delelis (pronunție în franceză [bɔˈlaʁt]) este un stadion din Lens, Franța, construit în 1933, utilizat de echipa de fotbal RC Lens. Stadionul are 41.229 de locuri - aproximativ cu 4000 mai multe decât populația orașului. Stadionul a găzduit meciuri de la Campionatul European de Fotbal 1984, Campionatul Mondial de Fotbal 1998, Cupa Mondială de Rugby din 1999 și Cupa Mondială de Rugby din 2007. A fost renovat în vederea găzduirii meciurilor de la Campionatul European de Fotbal 2016.